# Painting the Clouds with Sunshine
Painting the Clouds with Sunshine ist ein US-amerikanisches Filmmusical von David Butler aus dem Jahr 1951. Die Verfilmung basiert auf dem Musicalfilm Gold Diggers of Broadway von Roy Del Ruth aus dem Jahr 1929, welches von Avery Hopwood geschrieben wurde.

## Handlung
Die drei Las Vegas Showgirls Carol, Abby und June suchen die Liebe ihres Lebens. Dabei haben die drei unterschiedliche Meinungen von ihren zukünftigen Ehemännern.

## Hintergrund
Der Film wurde von der Produktionsfirma Warner Bros. fertiggestellt und vertrieben. Das Musical wurde in Mono, bei einem Seitenverhältnis von 1,37:1 auf einem 35-mm-Film, aufgenommen. Außenaufnahmen entstanden in Las Vegas, weitere Aufnahmen wurden in den Warner Bros. Filmstudio in Burbank, Kalifornien durchgeführt.
Der Film feierte am 10. Oktober 1951 in New York City seine Premiere und wurde ab dem 10. Oktober in den Kinos ausgestrahlt.

## Lieder
| Nr. | Titel                                        | Komponist          | Liedtexter                       | Gesungen                                                       |
| --- | -------------------------------------------- | ------------------ | -------------------------------- | -------------------------------------------------------------- |
| 1   | Painting the Clouds with Sunshine            | Joseph A. Burke    | Al Dubin                         | Dennis Morgan und Lucille Norman                               |
| 2   | When Irish Eyes Are Smiling                  | Ernest Ball        | Chauncey Olcott und George Graff |                                                                |
| 3   | Hooray for Hollywood                         | Richard A. Whiting |                                  |                                                                |
| 4   | When Irish Eyes Are Smiling                  | Ernest Ball        | Chauncey Olcott und George Graff | Dennis Morgan                                                  |
| 5   | A Man Is a Necessary Evil                    | Sonny Burke        | Jack Elliott                     | Virginia Mayo, Lucille Norman und Virginia Gibson              |
| 6   | Tip-Toe thru’ the Tulips with Me             | Joseph A. Burke    | Al Dubin                         | Gene Nelson, Virginia Mayo, Lucille Norman und Virginia Gibson |
| 7   | Vienna Dreams (Wien, du Stadt meiner Träume) | Rudolph Sieczynski | Irving Caesar                    | Dennis Morgan und Lucille Norman                               |
| 8   | Fiddle Dee Dee                               | Jule Styne         |                                  |                                                                |
| 9   | Carry Me Back to the Lone Prairie            | Carson Robison     |                                  |                                                                |
| 10  | The Mambo Man                                | Sonny Burke        | Jack Elliott                     | Virginia Mayo, Lucille Norman und Virginia Gibson              |
| 11  | You’re My Everything                         | Harry Warren       | Mort Dixon und Joe Young         | Dennis Morgan                                                  |
| 12  | The Birth of the Blues                       | Ray Henderson      | Buddy G. DeSylva und Lew Brown   | Virginia Mayo und Gene Nelson                                  |
| 13  | Make Love with a Guitar                      | María Grever       |                                  |                                                                |
| 14  | Jalousie                                     | Jacob Gade         | Vera Bloom                       | Lucille Norman und Dennis Morgan                               |
| 15  | You Go to My Head                            | J. Fred Coots      |                                  |                                                                |
| 16  | Arkansas Traveler                            | Sanford Faulkner   |                                  | Chor                                                           |
| 17  | Little Brown Jug                             | Joseph Winner      |                                  | Chor                                                           |
| 18  | Skip to My Lou                               |                    |                                  | Chor                                                           |
| 19  | Put on Your Old Grey Bonnet                  | Percy Wenrich      | Stanley Murphy                   | Chor                                                           |
| 20  | Buffalo Gals                                 | William Cool White |                                  | Chor                                                           |
| 20  | I Like Mountain Music                        | Frank Weldon       | James Cavanaugh                  | Chor                                                           |
| 20  | With a Song in My Heart                      | Richard Rodgers    |                                  |                                                                |

## Rezeption
David Butler sagte über diesen Film selbst, dass es der schlechteste seiner Karriere sei.